# Championnat de France de rugby à XV 1982-1983
Navigation
Édition précédente Édition suivante
Le groupe A (l'élite) et le groupe B sont constitués, chacun, de quatre poules de dix clubs. À l'issue de la phase qualificative, les deux premiers de chaque groupe sont qualifiés pour les 1/8e de finale, les équipes classées 3e à 6e dans chaque groupe (soit seize clubs) disputent des matchs de barrage, ou 1/16e de finale, dont les vainqueurs sont aussi qualifiés pour les 1/8e de finale. 
L'AS Béziers remporte le Championnat de France de rugby à XV de première division 1982-1983 après avoir battu le RRC Nice en finale.

En groupe B, c'est le SA Hagetmau  qui devient le champion de France de rugby à XV de première division B 1982-1983 après avoir battu le Paris UC en finale.
Béziers remporte son 7e titre en dix ans et continue la suprématie commencée pendant les années 70. Le RRC Nice perd la finale pour sa première participation.
Agen gagne le Challenge du Manoir contre Toulon.

## Phase de qualification
Les équipes sont listées dans leur ordre de classement à l'issue de la phase qualificative. Les noms en gras indiquent les équipes qui sont qualifiées directement pour les 8e de finale.
| 1. RC Narbonne 2. RRC Nice 3. SU Agen 4. SC Angoulême 5. FC Oloron 6. SC Tulle 7. Boucau stade 8. US Carcassonne 9. RC Nîmes 10. Racing club de France                             | 1. AS Béziers 2. US Montauban 3. Aviron bayonnais 4. Stade toulousain 5. RC Toulon 6. FC Lourdes 7. Biarritz olympique 8. La Voulte sportif 9. Stade montois 10. FC Auch |
| 1. FC Grenoble 2. Stadoceste tarbais 3. Stade aurillacois 4. AS Montferrand 5. CA Bègles 6. Tyrosse RCS 7. Castres olympique 8. Stade rochelais 9. SC Albi 10. CS Bourgoin-Jallieu | 1. Section paloise 2. SC Graulhet 3. USA Perpignan 4. Stade bagnérais 5. US Dax 6. US bressane 7. US Romans 8. CA Brive 9. Avenir aturin 10. Valence sportif             |

## Matchs de barrage
Les équipes dont le nom est en caractères gras sont qualifiées pour les huitièmes de finale. 
| Équipe 1          | Équipe 2        | Résultat |
| ----------------- | --------------- | -------- |
| USA Perpignan     | RC Toulon       | 13-9     |
| Stade toulousain  | FC Oloron       | 20-9     |
| Aviron bayonnais  | SC Tulle        | 13-6     |
| SC Angoulême      | FC Lourdes      | 18-20    |
| Stade aurillacois | US bressane     | 10-12    |
| US Dax            | CA Bègles       | 15-16    |
| AS Montferrand    | Stade bagnérais | 7-3      |
| SU Agen           | Tyrosse RCS     | 27-12    |

## Huitièmes de finale
Les équipes dont le nom est en caractères gras sont qualifiées pour les quarts de finale. Tous les barragistes sont éliminés hormis Agen qui bat Graulhet et Lourdes qui bat Grenoble.
| Équipe 1           | Équipe 2         | Match aller | Match retour |
| ------------------ | ---------------- | ----------- | ------------ |
| Stadoceste tarbais | USA Perpignan    | 9-3         | 11-31        |
| AS Béziers         | Stade toulousain | 3-0         | 12-6         |
| Aviron bayonnais   | US Montauban     | 27-3        | 13-6         |
| FC Lourdes         | FC Grenoble      | 15-10       | 31-12        |
| RRC Nice           | US bressane      | 47-9        | 32-21        |
| Section paloise    | CA Bègles        | 11-6        | 13-12        |
| AS Montferrand     | RC Narbonne      | 21-12       | 9-21         |
| SU Agen            | SC Graulhet      | 15-15       | 7-6          |

## Quarts de finale
Les équipes dont le nom est en caractères gras sont qualifiées pour les demi-finales.
| Équipe 1         | Équipe 2        | Résultat |
| ---------------- | --------------- | -------- |
| USA Perpignan    | AS Béziers      | 0-7      |
| Aviron bayonnais | FC Lourdes      | 13-12    |
| RRC Nice         | Section paloise | 19-15    |
| RC Narbonne      | SU Agen         | 21-27    |

Narbonne, premier de la saison régulière est éliminé dès les 1/4 de finale par Agen, champion sortant passé par les barrages.

## Demi-finales
| Équipe 1   | Équipe 2         | Résultat |
| ---------- | ---------------- | -------- |
| AS Béziers | Aviron bayonnais | 19-12    |
| RRC Nice   | SU Agen          | 18-12    |

## Finales
| Équipes        | AS Béziers - RRC Nice |
| Score          | 14-6 |
| Date           | 28 mai 1983 |
| Stade          | Parc des Princes |
| Arbitre        | René Hourquet |
| Les équipes    | |
| AS Béziers     | Titulaires : Armand Vaquerin, Diego Minarro, Jean-Louis Martin, Jean-Paul Wolff, Michel Palmié, Jean-Marc Cordier, Pierre Lacans, Jean-Michel Bagnaud, Philippe Vachier, Philippe Escande, Marc Andrieu, Patrick Fort, Fabrice Joguet, Michel Fabre, Philippe Bonhoure Remplaçants : Philippe Chamayou, Christian Prax, Didier Farenq, Serge Doumayrou, Stéphane Farenq, Éric Piazza, Jean-Paul Medina, |
| RRC Nice       | Titulaires : Didier Félix, Bernard Herrero, Roger Charpentier, Jean-Paul Pelloux, Tony Catoni, Éric Buchet, Philippe Buchet, Jean-Charles Orso, François Pierre, Pierre Pédeutour, Jean Méry, Patrick Trautmann, Jean-Luc Bony, Alain Vallet, Patrick Barthélémy Remplaçants : Pierre Mousain, Jean-François Tordo, Christian Panzavolta, Jean-Claude Baruteau, Alain Sudre, Georges Lauribe            |
| Points marqués | |
| AS Béziers     | 2 essais de Vachier et Escande, 1 pénalité de Fort, 1 drop de Escande |
| RRC Nice       | 1 pénalité et 1 drop de Pédeutour |

Nouveau titre de champion de France pour les biterrois, l'avant dernier d'une longue série qui se terminera en 1984. Ce n'est que partie remise pour Bernard Herrero et Jean-Charles Orso qui seront champions avec le RC Toulon en 1987.

## Statistiques
Les statistiques incluent la phase finale.

### Meilleurs buteurs
Pierre Mathias est le meilleur buteur de la saison avec 217 points inscrits.
| Rang | Joueur            | Club               | Points |
| ---- | ----------------- | ------------------ | ------ |
| 1    | Pierre Mathias    | RC Narbonne        | 217    |
| 2    | Pierre Pédeutour  | RRC Nice           | 195    |
| 3    | Jean-Michel Agest | Section paloise    | 194    |
| 4    | Alain Caussade    | FC Lourdes         | 174    |
| -    | Jean-Paul Trille  | Stadoceste tarbais | 174    |
| 6    | Olivier Joly      | US bressane        | 173    |
| 7    | Bernard Viviès    | SU Agen            | 162    |
| 8    | Gérard Castets    | US Tyrosse         | 148    |
| 9    | Patrick Bonal     | Stade aurillacois  | 146    |
| -    | Claude Uthurrisq  | Aviron bayonnais   | 146    |

### Meilleurs marqueurs
Patrick Estève est le meilleur marqueur avec 18 essais marqués.
| Rang | Joueur            | Club             | Essais |
| ---- | ----------------- | ---------------- | ------ |
| 1    | Patrick Estève    | RC Narbonne      | 18     |
| 2    | Patrice Lagisquet | Aviron bayonnais | 16     |
| 3    | Philippe Sella    | SU Agen          | 14     |
| 4    | Joël Bonnet       | Stade montois    | 11     |
| -    | Bernard Delbreil  | SU Agen          | 11     |
| 6    | Philippe Buchet   | RRC Nice         | 10     |
| -    | Jérôme Gallion    | RC Toulon        | 10     |
| -    | Patrick Trautmann | RRC Nice         | 10     |